# Hân Thành
Hân Thành (tiếng Tráng: Yinhcwngz Yen, chữ Hán giản thể: 忻城县, bính âm: Xīnchéng Xiàn, âm Hán Việt: Hân Thành huyện) là một huyện thuộc địa cấp thị Lai Tân, khu tự trị dân tộc Choang Quảng Tây, Cộng hòa Nhân dân Trung Hoa. Huyện này có diện tích 2.541 km², dân số năm 2004 là 400.000 người. Về mặt hành chính, huyện Hân Thành được chia thành 5 trấn, 8 hương.
- Trấn: Thành Quan, Đại Đường, Tư Luyện, Cổ Phùng, Hồng Độ.
- Hương: Ninh Giang, Mã Tứ, Âu Động, An Đông, Quả Toại, Tân Vu, Bắc Canh, Toại Ý.